# Шевце-Нагурне
Шевце-Нагурне (пол. Szewce Nagórne) — село в Польщі, у гміні Бедльно Кутновського повіту Лодзинського воєводства.
Населення — 12 осіб (2011).
У 1975-1998 роках село належало до Плоцького воєводства.

## Демографія
Демографічна структура станом на 31 березня 2011 року:
|          | Загалом | Допрацездатний вік | Працездатний вік | Постпрацездатний вік |
| -------- | ------- | ------------------ | ---------------- | -------------------- |
| Чоловіки | 8       | 0                  | 8                | 0                    |
| Жінки    | 4       | 1                  | 2                | 1                    |
| Разом    | 12      | 1                  | 10               | 1                    |